# Museum Mayer van den Bergh

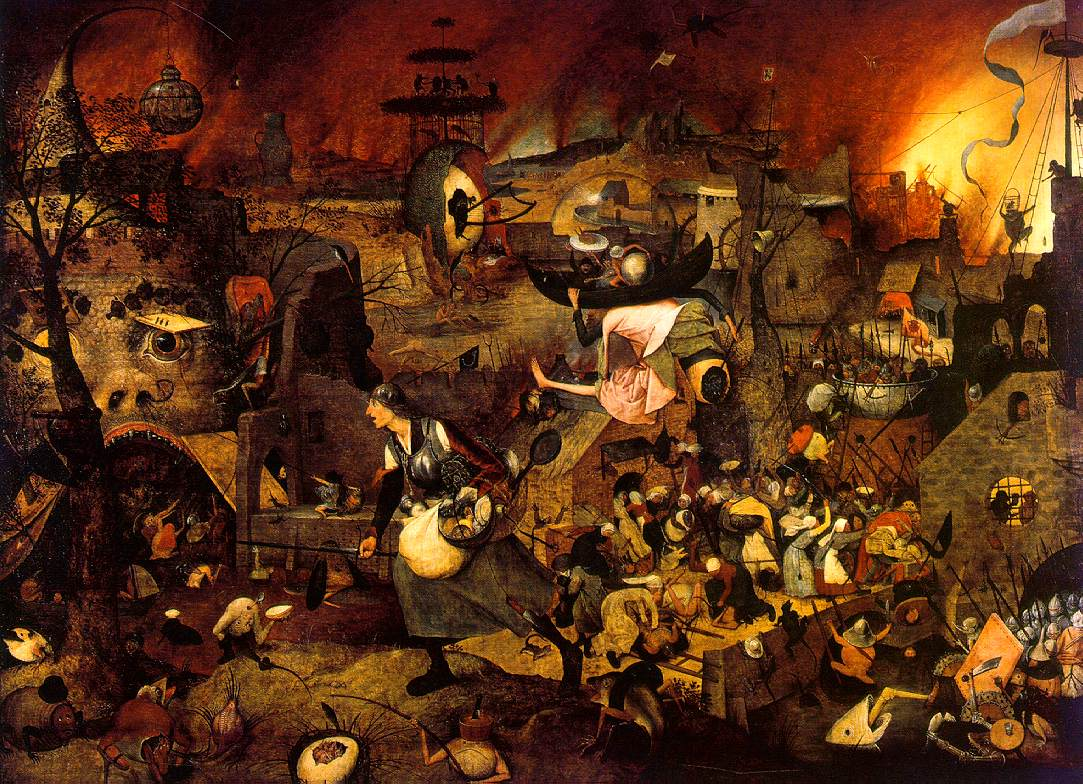
Dulle Griet pędzla Pietera Bruegla Starszego, ok. 1561-62 r.

Museum Mayer van den Bergh muzeum sztuki w Antwerpii (Belgia). Swoją nazwę zawdzięcza Fritzowi Mayer van der Bergh (1858-1901), kolekcjonerowi dzieł sztuki średniowiecznej i nowożytnej. Trzy lata po jego śmierci, matka kolekcjonera Henriette Mayer van den Bergh ukończyła budowę neogotyckiego gmachu, gdzie umieszczono, liczące około 1000 dzieł sztuki zbiory.

## Zbiory
Zbiory muzealne tworzą dzieła sztuki dawnej głównie z obszaru południowych Niderlandów (Flandria, Walonia, Brabancja), a także krajów ościennych (Rzesza Niemiecka, Holandia). Są to dzieła malarstwa (XIV-XVIII w.) rzeźby (XII-XVIII w.), rysunku i grafiki (XVI-XIX stulecia). Ponadto bogaty zespół wyrobów rzemiosła artystycznego, głównie romańskich i gotyckich, dzieł złotnictwa, brązownictwa, plastyki z kości słoniowej, tkactwa artystycznego, ceramiki, numizmatyki, etc.
- Dulle Griet pędzla Pietera Bruegla Starszego, 1561-62;
- Chrystus i Święty Jan z St. Katharinenthal - zespół dwóch pełnoplastycznych figur ilustrujących epizod z Ostatniej Wieczerzy, wykonane najprawdopodobniej w Górnej Nadrenii, przez Mistrza Heinricha von Constanz;
- Tzw. Brewiarz Mayer van den Bergha - liczący 1412 stronic iluminowany manuskrypt, wykonany najprawdopodobniej dla Portugalczyka zamieszkującego w Antwerpii, namalowany przez mistrzów z Brugii i Gandawy około 1510 roku;
- Skrzydła tetraptyku - część z nich dwustronnie malowane z przedstawieniami Bożego Narodzenia oraz Zmartwychwstania i Świętego Krzysztofa przechodzącego przez rzekę - przykład stylu pięknego Pozostała część ołtarza ze scenami Zwiastowania i Chrztu Chrystusa oraz Ukrzyżowania znajduje się w Walters-Museum w Baltimore (USA) Wszystkie malowidła wykonano około 1400 roku;
- Tzw. Madonna Brugijska - kamienna, pełnoplastyczna, polichromowana rzeźba przedstawiająca Marię z Dzieciątkiem Jezus, dłuta nieznanego mistrza z Południowych Niderlandów, datowana na koniec XIV wieku.

Ponadto m.in. zespół późnogotyckich niderlandzkich retabulów ołtarzowych, Przysłowia Pietera Bruegla Starszego, Kuszenie świętego Antoniego Pietera Huysa, Maria Magdalena Jana Mabuse, Tryptyk Ukrzyżowania Quentina Massysa.

## Galeria

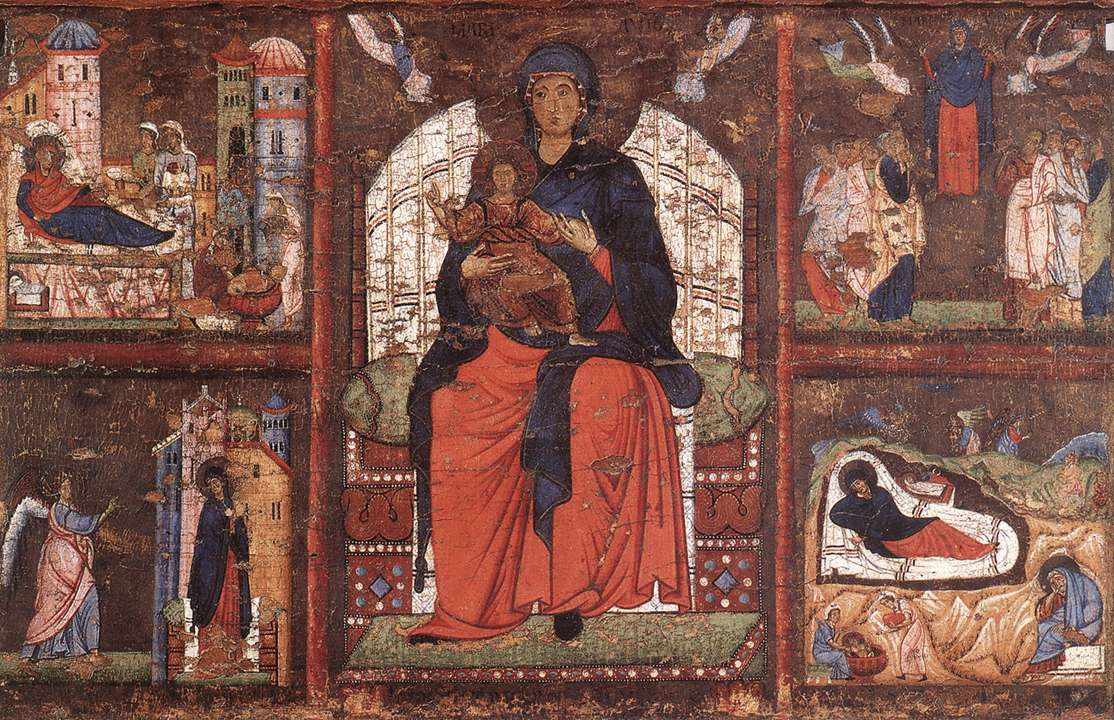
Nieznany malarz włoski, Tronująca Madonna z Dzieciątkiem i Żywot Marii, około 1270 r.
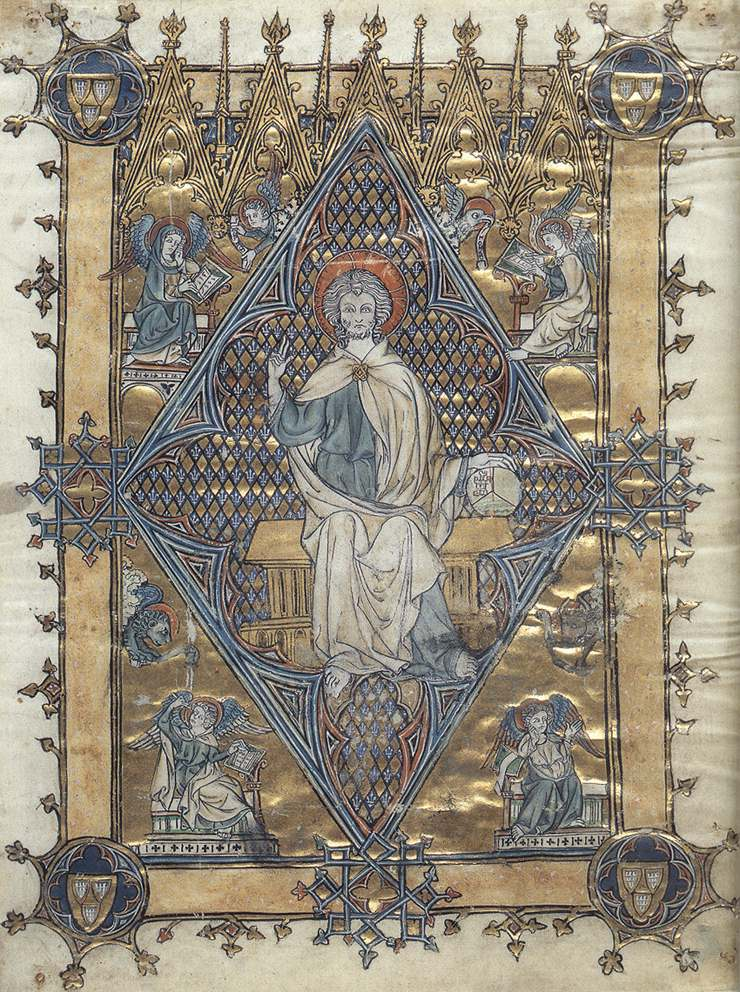
Warsztat angielski, Maiestas Domini, miniatura z ok. 1300 r.
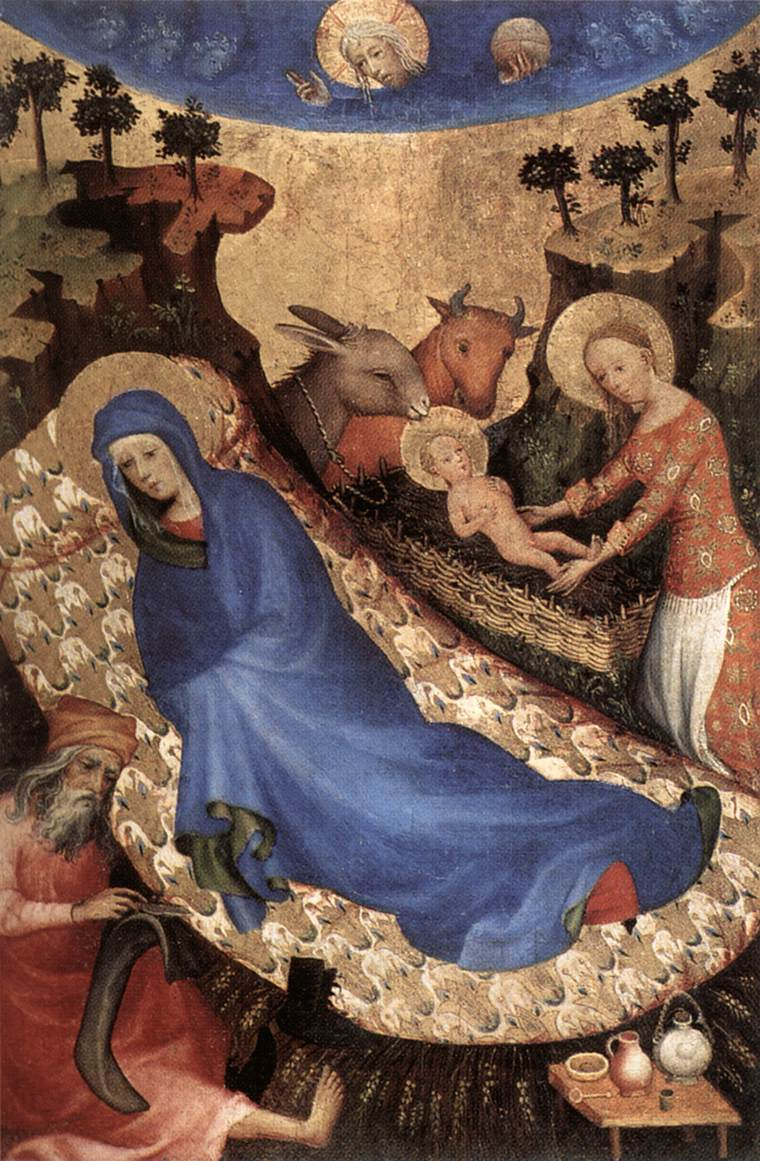
Nieznany malarz nadreński lub mozański,Boże Narodzenie, ok. 1400 r.
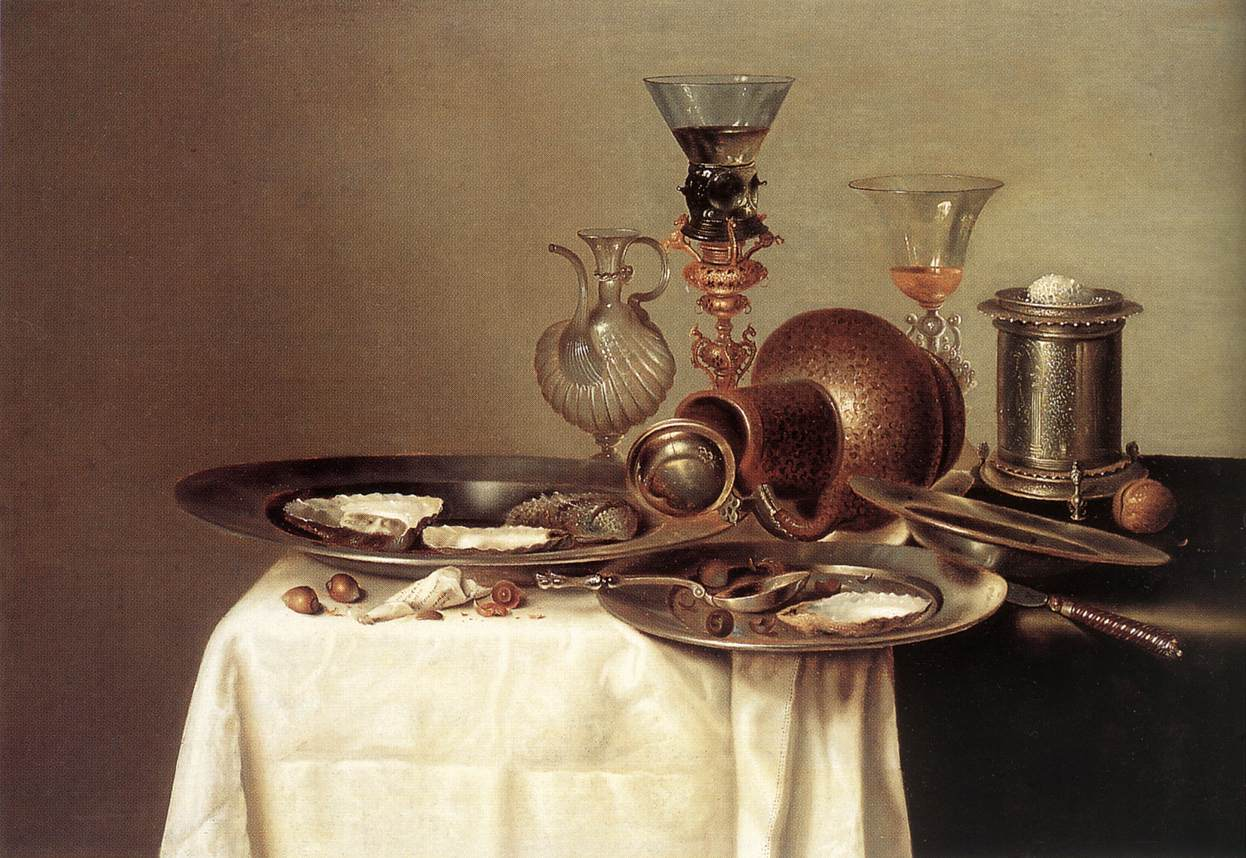
Willem Claesz Heda, Martwa natura, 1637 r.
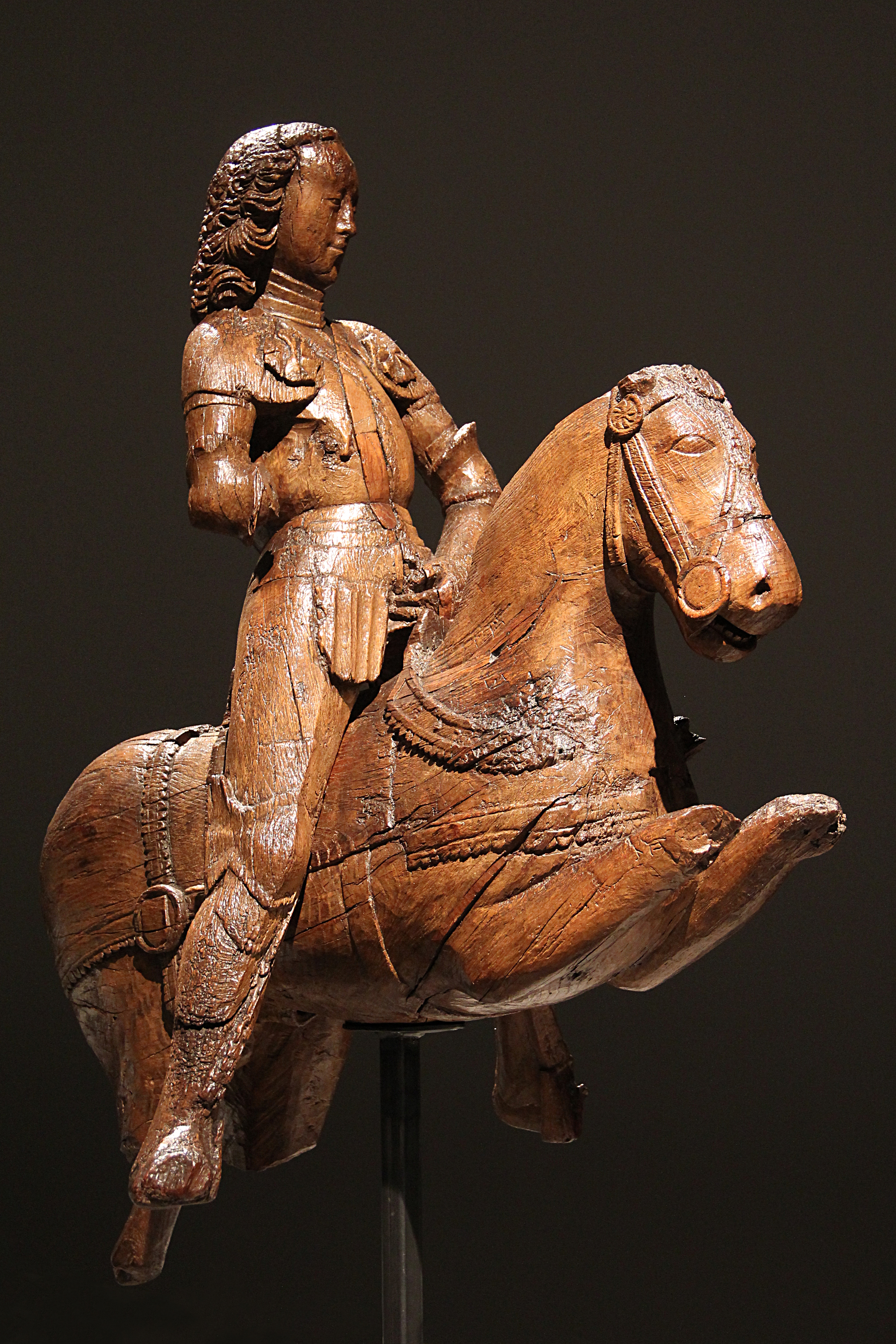
Dębowy posąg przedstawiający świętego Jerzego na koniu (1480-1499).